# 검은깃여새사촌

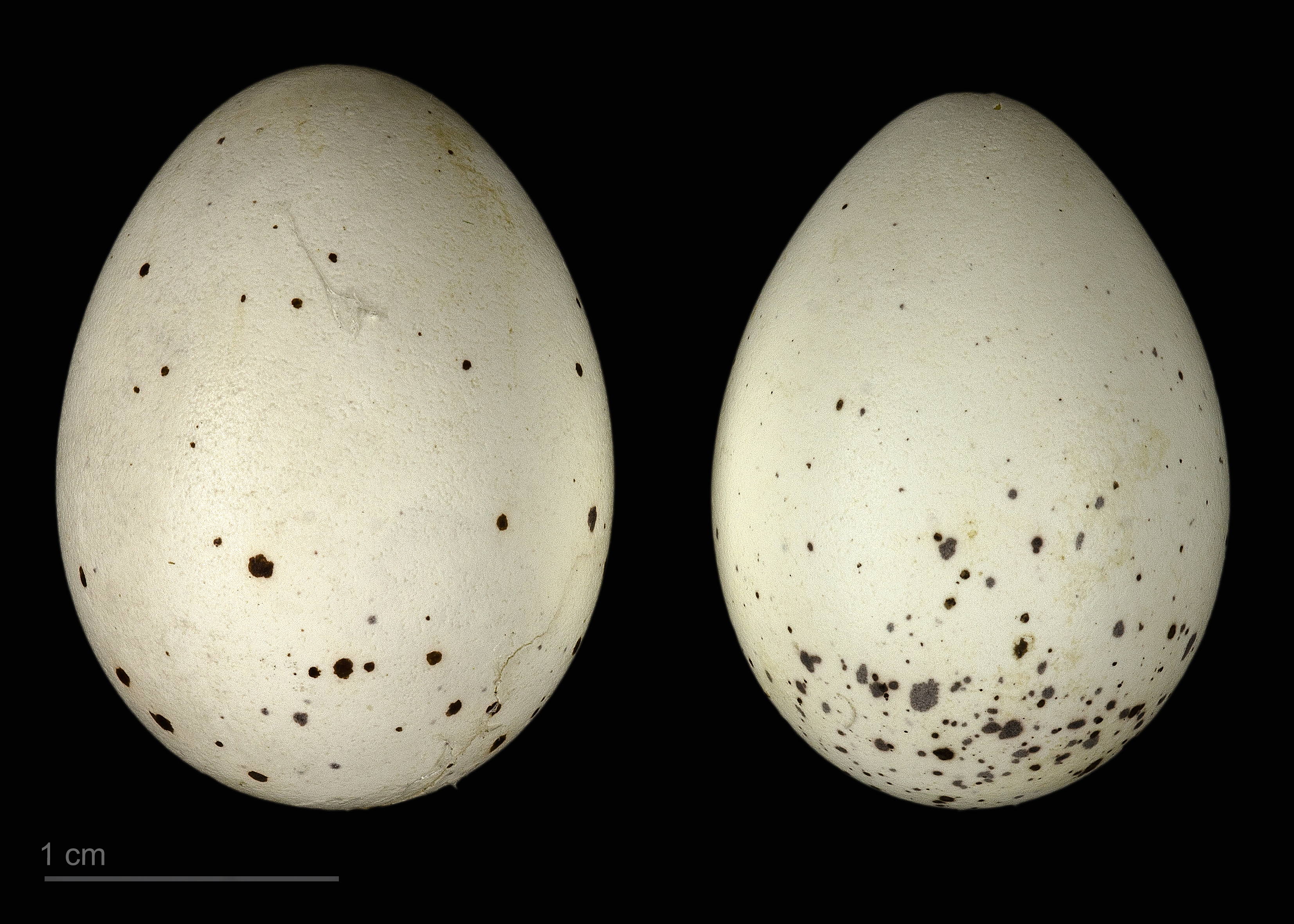
Hypocolius ampelinus

검은깃여새사촌(Hypocolius ampelinus)은 참새목에 속하는 작은 새의 일종이다. 검은깃여새사촌과(Hypocoliidae)와 검은깃여새사촌속(Hypocolius)의 유일종이다. 몸집이 작고 긴 꼬리를 갖고 있으며, 북아프리카와 아라비아, 아프가니스탄, 파키스탄 그리고 인도 서부의 건조한 사막 지역에서 발견된다. 무리를 지어 날며, 먹이는 주로 나무 열매이고, 겨울에 남쪽으로 이동하는 철새이다.